# Mitrasacme gentianea
Mitrasacme gentianea är en tvåhjärtbladig växtart som beskrevs av Ferdinand von Mueller. Mitrasacme gentianea ingår i släktet Mitrasacme och familjen Loganiaceae. Inga underarter finns listade i Catalogue of Life.